# 阿塔卡馬探路者實驗
阿塔卡馬探路者實驗（英语：Atacama Pathfinder Experiment，缩写：APEX）是位於智利北部，在聖佩德羅德阿塔卡馬東方50公里的阿塔卡馬沙漠上，拉诺德查南托爾天文台海拔5,100公尺高處的電波望遠鏡。主鏡的盤面直徑是12米，由264片鋁板組成，表面的精度為17微米（均方根值）。這架望遠鏡於2005年9月25日正式完成。
APEX的望遠鏡是用於修改阿塔卡馬大型毫米波/亞毫米波陣列（ALMA）的原型，並且就設置在ALMA天文台的位置上。APEX被設計在次毫米波長，範圍在0.2至1.5毫米 －介於紅外線和無線電波之間－ 並找到ALMA可以更仔細研究的目標。次毫米波天文學提供了進入寒冷、布滿塵埃宇宙的一個窗口，但來自太空的微弱訊號會被地球大氣層中的水氣大量的吸收掉。查南托被選為這種望遠鏡的場址，因為它是地球上最乾燥的地方之一，並且比毛納基山高750米，也比塞羅帕瑞納天文台的甚大望遠鏡（Very Large Telescope，VLT）高2,400米。
APEX是由馬克斯普朗克電波天文研究所（50%）、翁薩拉太空天文台（23%）、歐洲南天天文台（27%）共同投資建造的。根據MPIfR的合約，望遠鏡是由German firm VERTEX Antennentechnik GmbH設計和製造，APEX在查南托的操作委託給ESO。

## 科學研究

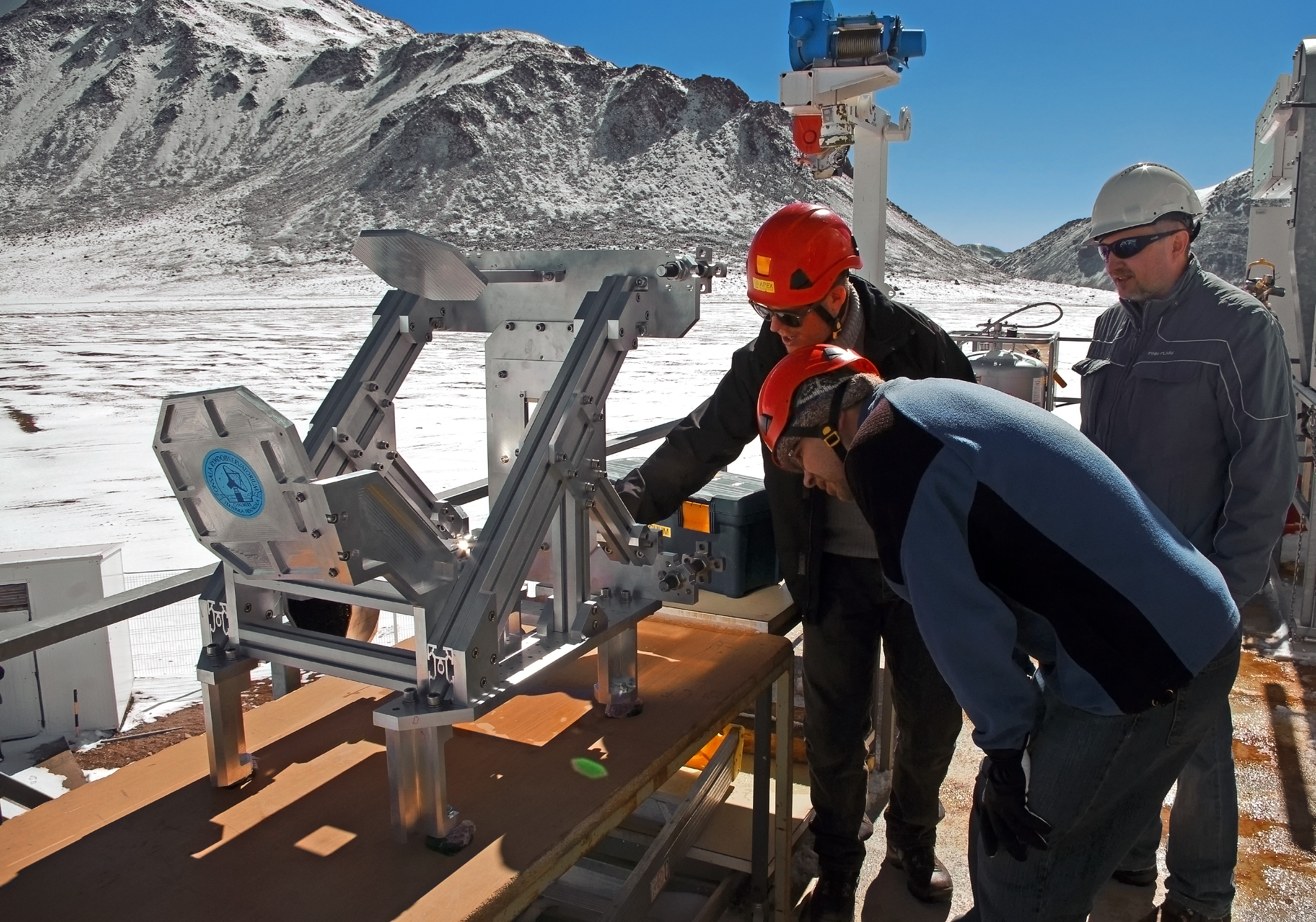
在宇宙中尋找水的APEX儀器。

次毫米波天文學相對來說是尚未探勘的天文學前緣，揭示了熟悉的可見光和紅外線下不可見的宇宙。它是研究寒冷宇宙的理想：這些波長的光照耀著在星際空間中巨大的低溫雲氣，溫度只有絕對零度之上幾十度。天文學家使用這種波長的光來研究分子雲的化學和物理狀態 － 氣體和宇宙塵埃密集的地區是恆星誕生的場所。以可見光觀看，這些地區往往是宇宙中被塵埃遮蔽的黑暗區域，但在毫米和次毫米的波段照耀下，它們的光譜是明亮的。這個波長用來研究早期的宇宙也很理想，因為最早和最遙遠星系的光已經紅移到較長的波段。
APEX的科學目標包括研究恆星、行星和星系的形成，包括遙遠的宇宙早期星系和分子雲的物理狀況。它的第一次結果證明這架望遠鏡沒有辜負科學家的野心，提供前所未有的靈敏度和圖像品質訪問的冷宇宙。
在2006年7月，研究性質的天文與天體物理學報期刊的特輯中，基於APEX早期科學發表的論文不下於26篇。其中有許多是新發現的發表，多數是恆星形成和天體化學的領域，像是發現一種新的星際分子和CO分子發出的0.2毫米波，以及檢測到由氫組合成的兩種形式的帶電分子。
APEX最近的觀測導致第一次發現太空中的過氧化氫，第一幅滿是塵埃的光環，繞著大質量的嬰兒恆星，直接證明了大質量恆星的誕生和它們的小兄弟是一樣的，和第一次直接測量出非常遙遠的星系中恆星誕生區域的大小和亮度。
所有ESO和瑞典的APEX資料都儲存在ESO的檔案。這些資料遵循標準的ESO存檔規則，即它們在交付給這些專案的首席研究員一年之後，它們就成為公開的資訊。

## 儀器

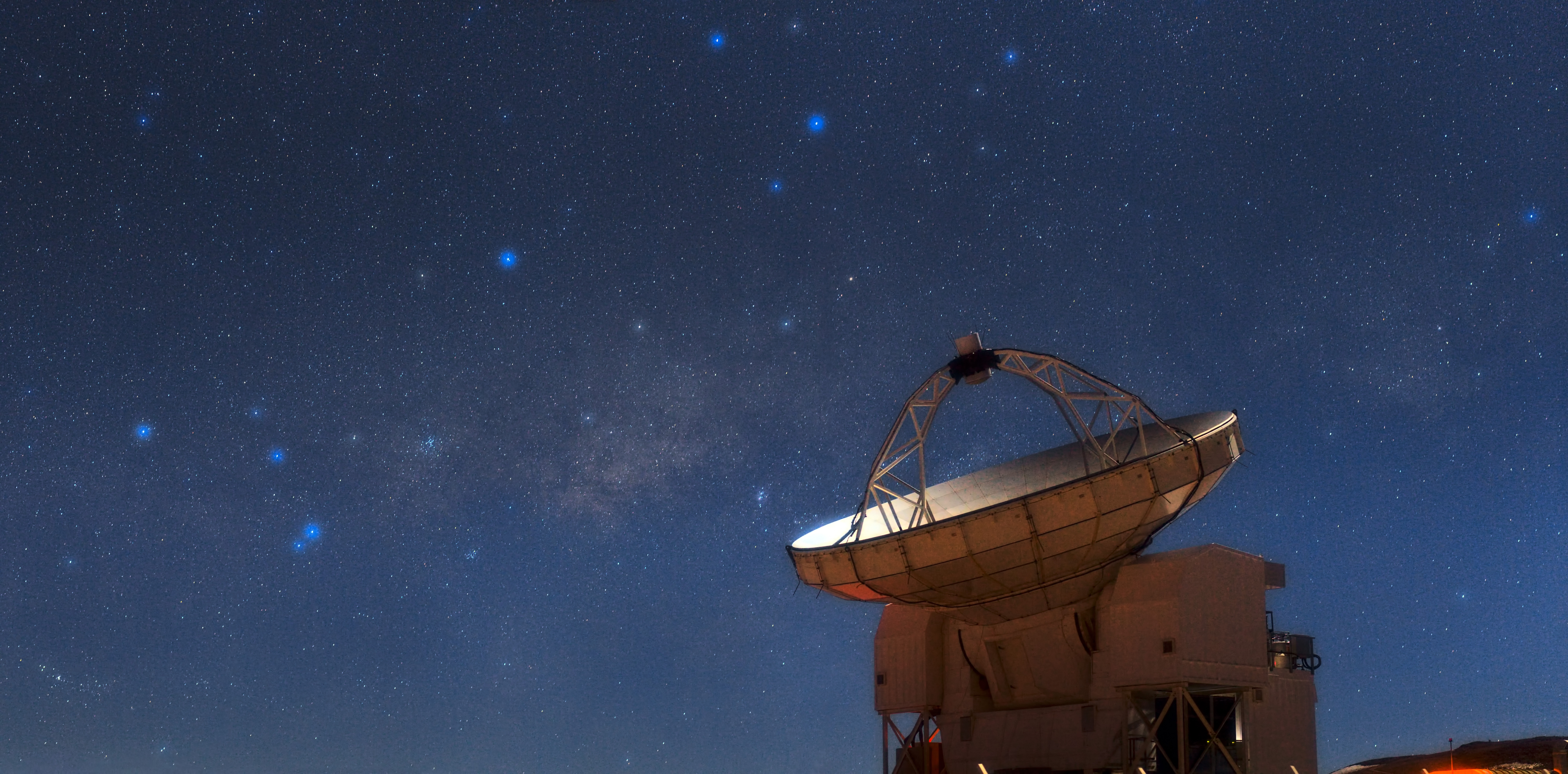
聳立在查南托前哨的APEX。

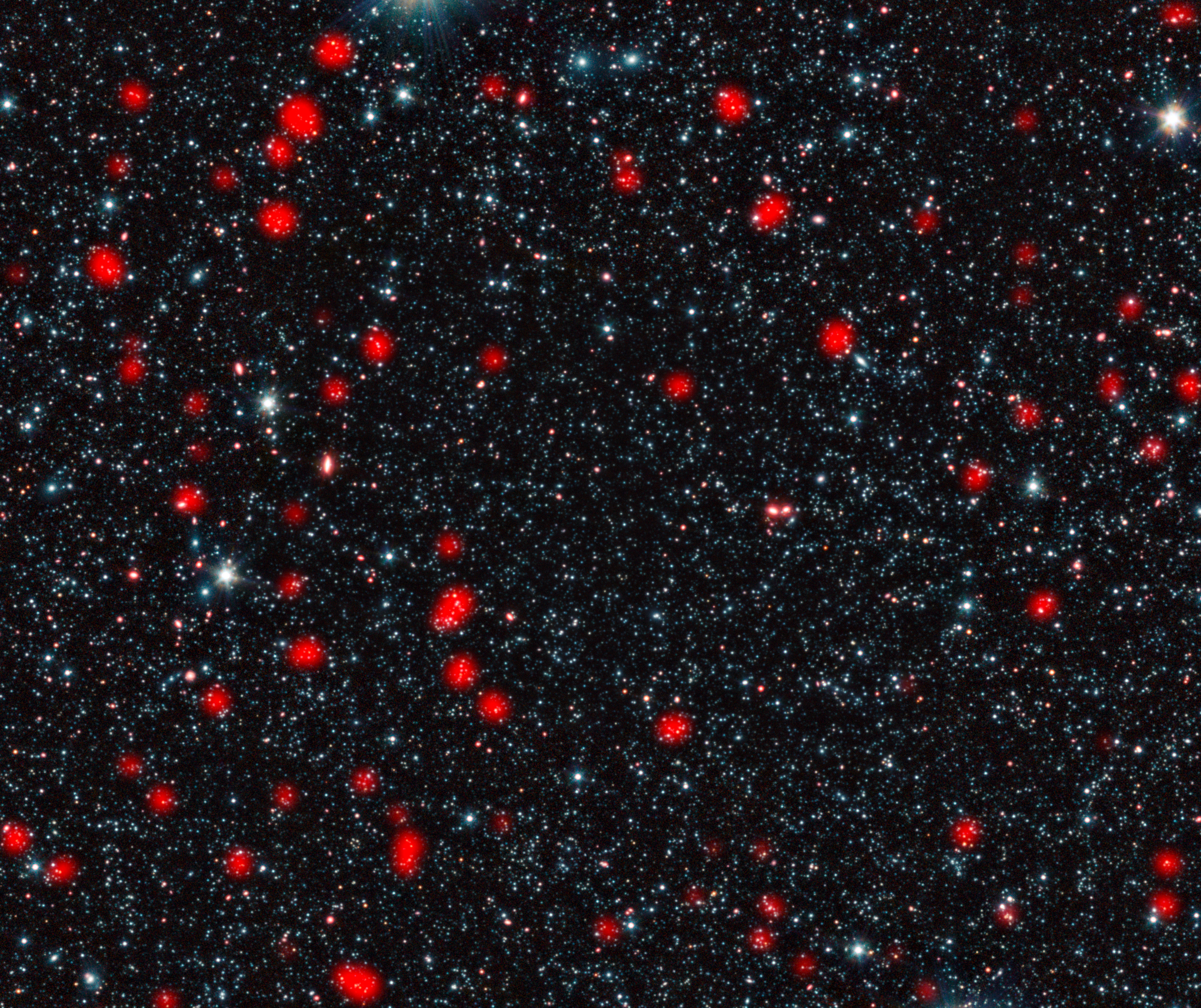
結合APEX和史匹哲在所謂的錢卓南天深場區域的資料。

APEX，在南半球運作的最大次毫米波望遠鏡，有一整套的儀器可以讓天文學家用在不同的觀測上，一個使用的主要工具是LABOCA，APEX的大熱輻射計相機LABOCA是對溫度極端敏感的溫度計陣列 －稱為熱輻射測量計－ 檢測次毫米波。它是世界上最大的這一種相機，幾乎有300個圖元（畫素）。每個溫度計都被冷卻到絕對零度以上不到0.3度 －攝氏零下272.85度，可以檢測微弱的次毫米波造成的溫度變化。LABOCA的高靈敏度，與它的廣視野（月球直徑的三分之一），使它成為次毫米波宇宙成像的珍貴工具。
在第一次觀測，APEX配置了由MPIfR的次毫米波部門開發的先進次毫米波光譜儀，在最近，最早的輕便接收器是由查爾摩斯大學（OSO）建造的。

## 工藝
為了在波長較短的次毫米波操作，APEX需要非常高品質的表面：經過一系列高精度的調整，APEX專案團隊得以調整出表面精度非常高的出色鏡子。在12米直徑的天線上，偏離完美拋物面的差值小於1毫米的千分之17。這小於人的頭髮平均直徑五分之一。
APEX望遠鏡有三個接收器的小屋：卡賽格林、內史密斯A、和內史密斯B。

## 圖集

高原的全景圖。
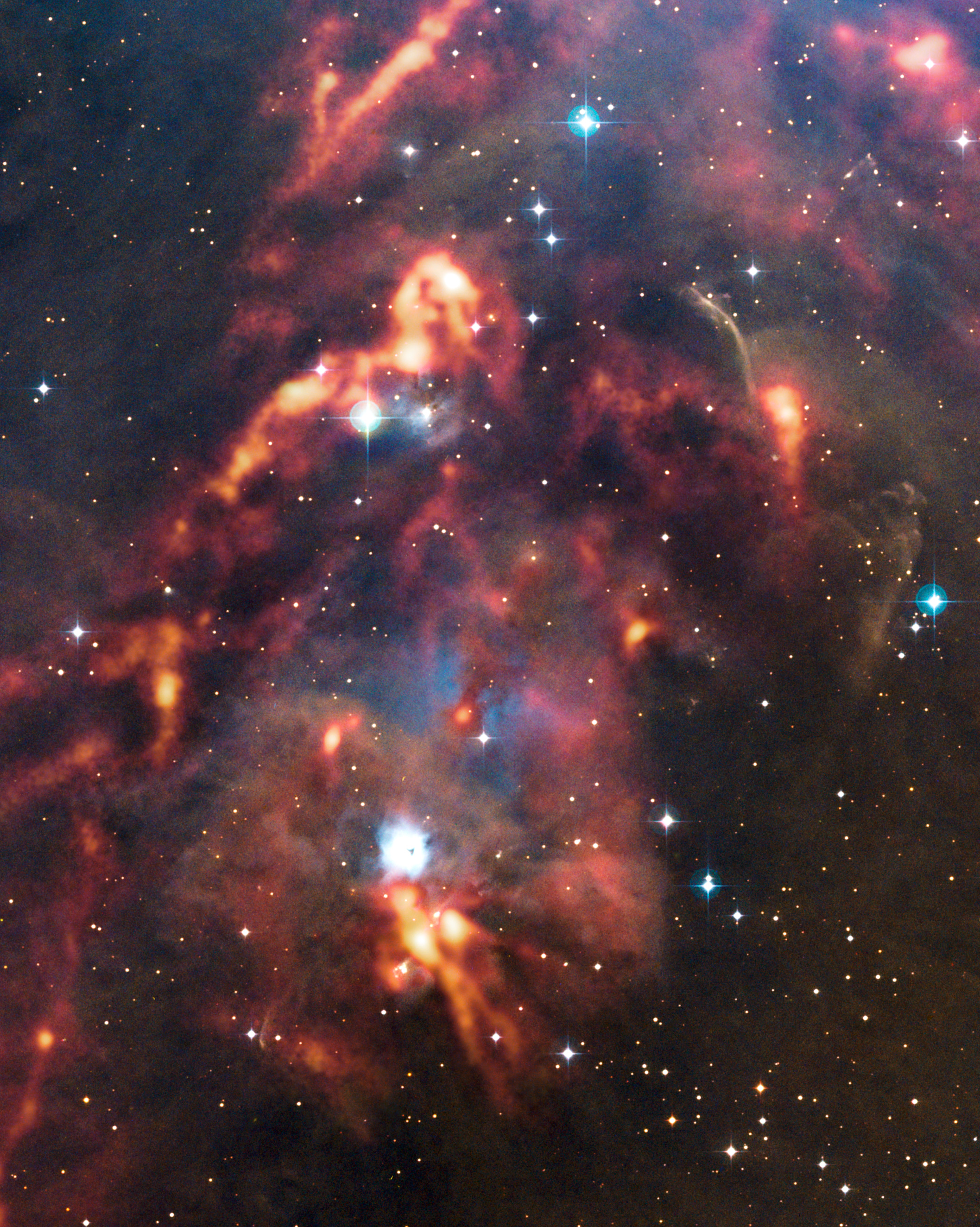
設在火中的黑暗
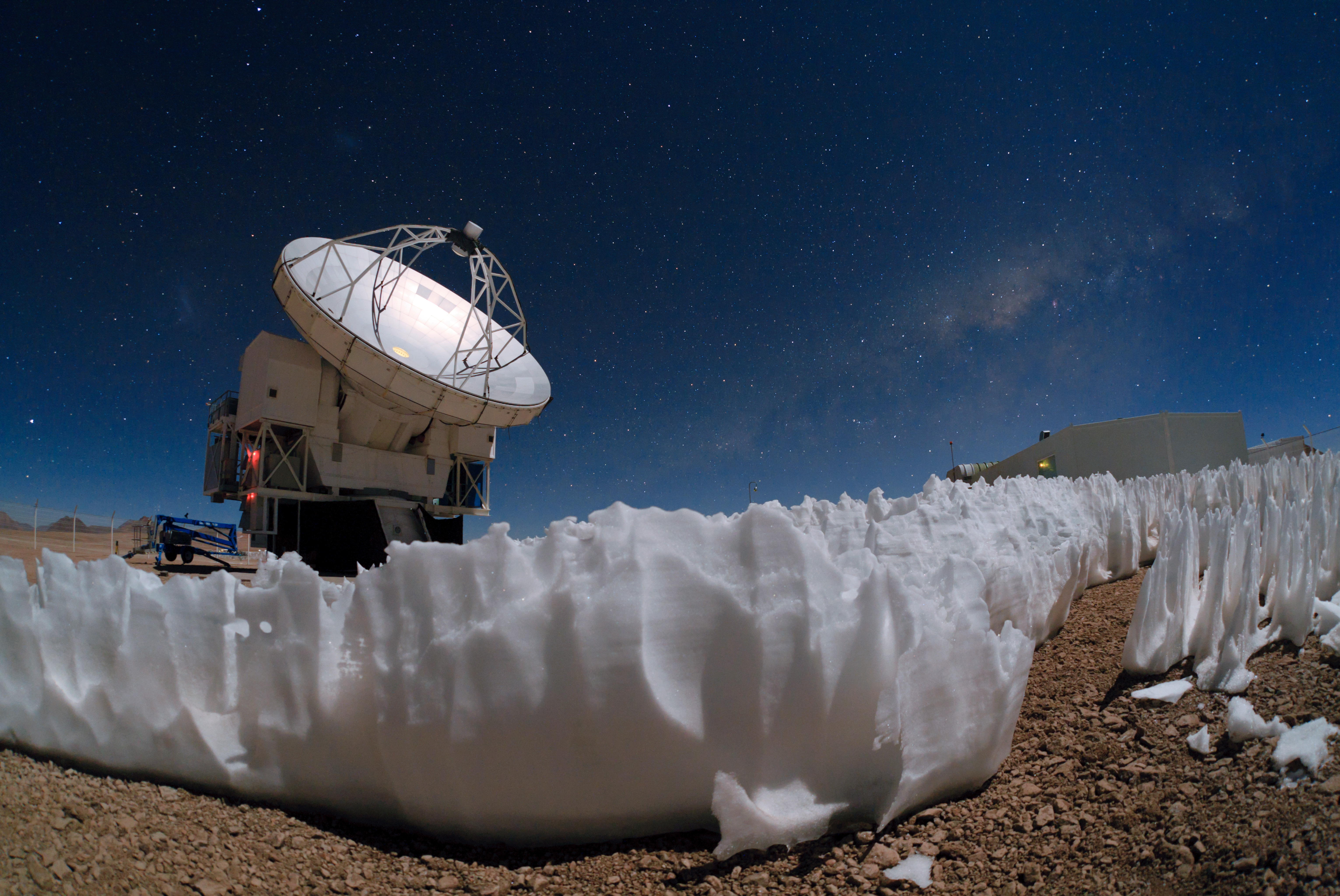
APEX和白色的溶融冰柱團塊。
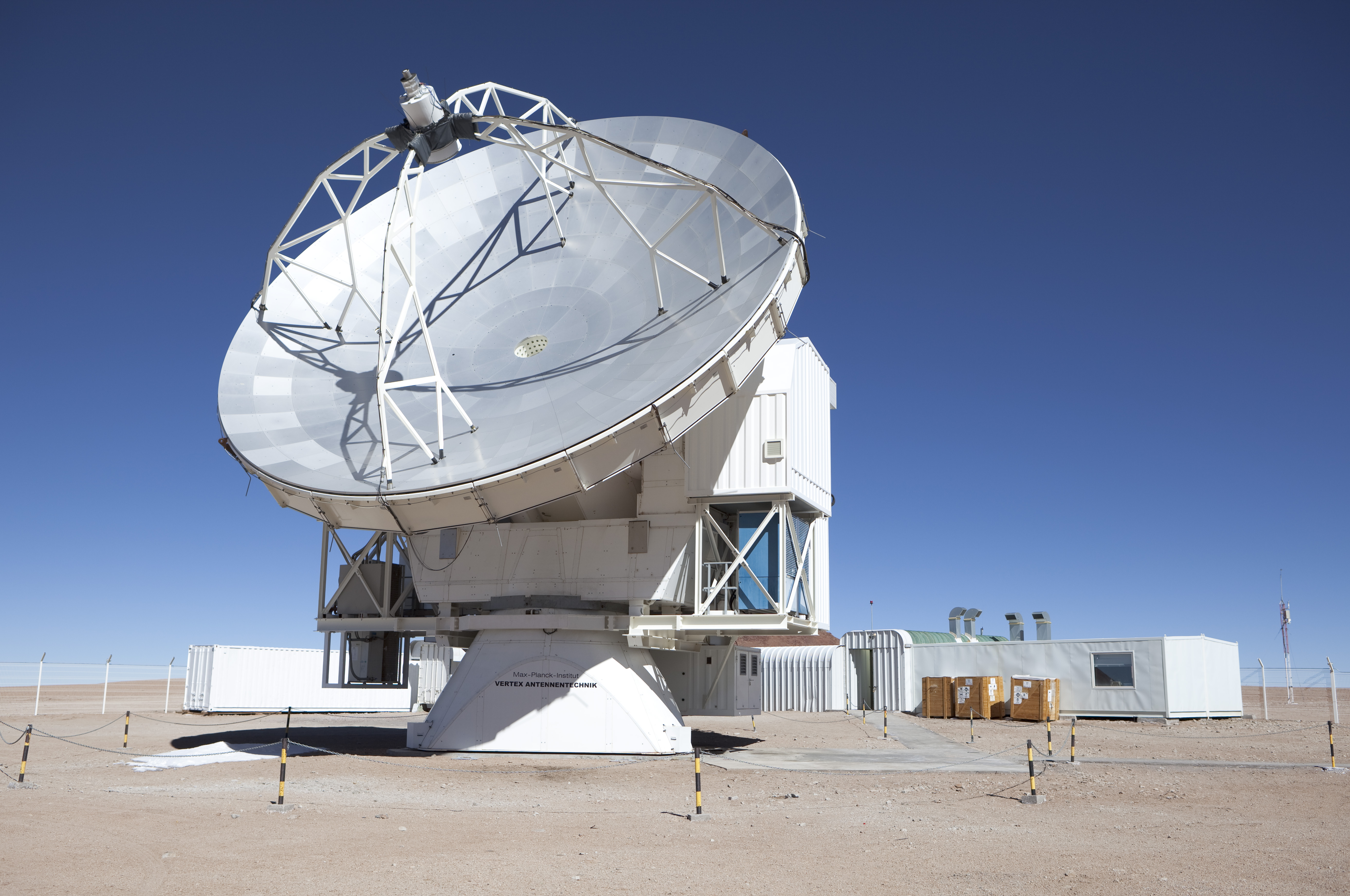
APEX天線
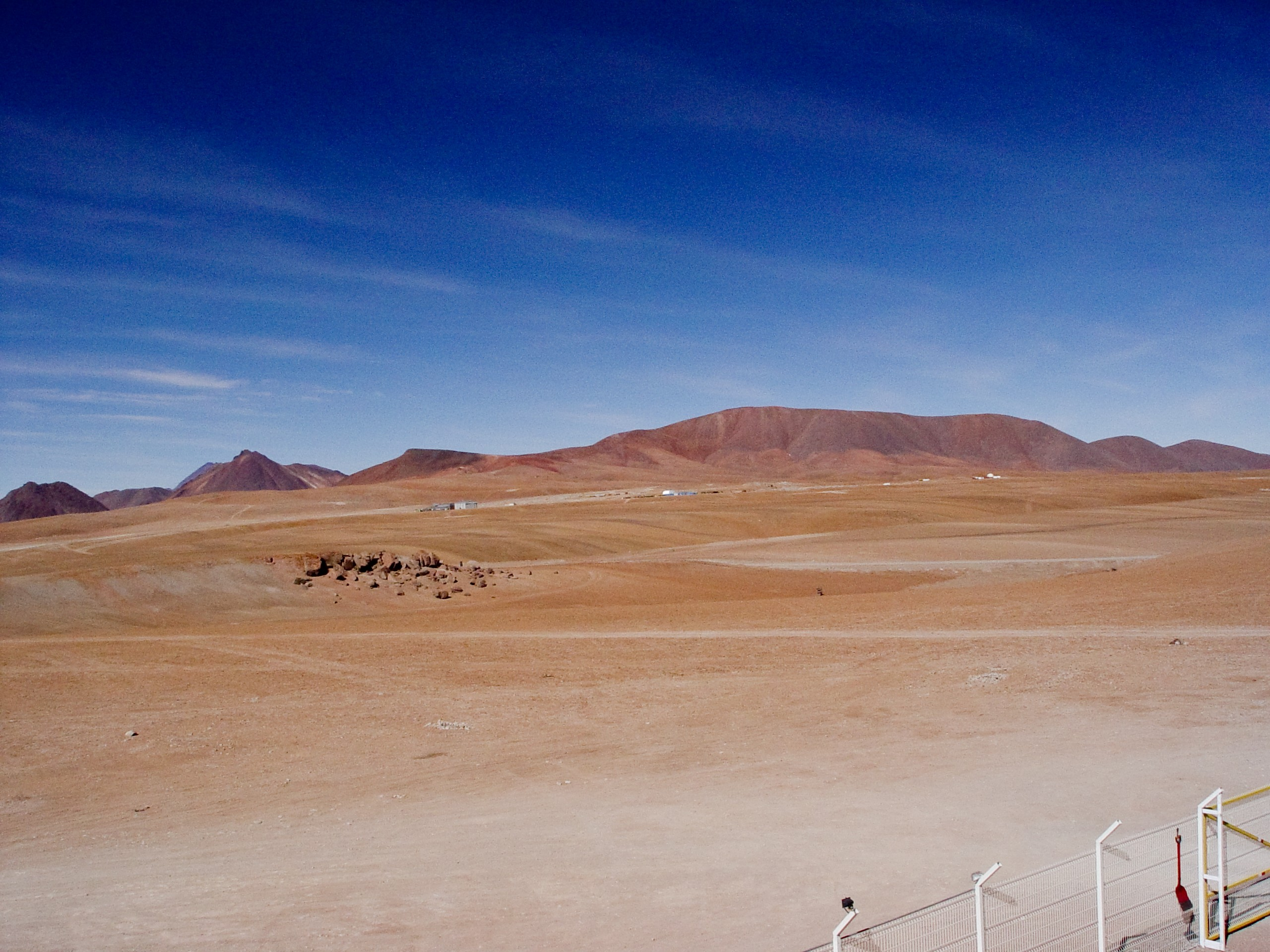
遠眺ALMA站址。
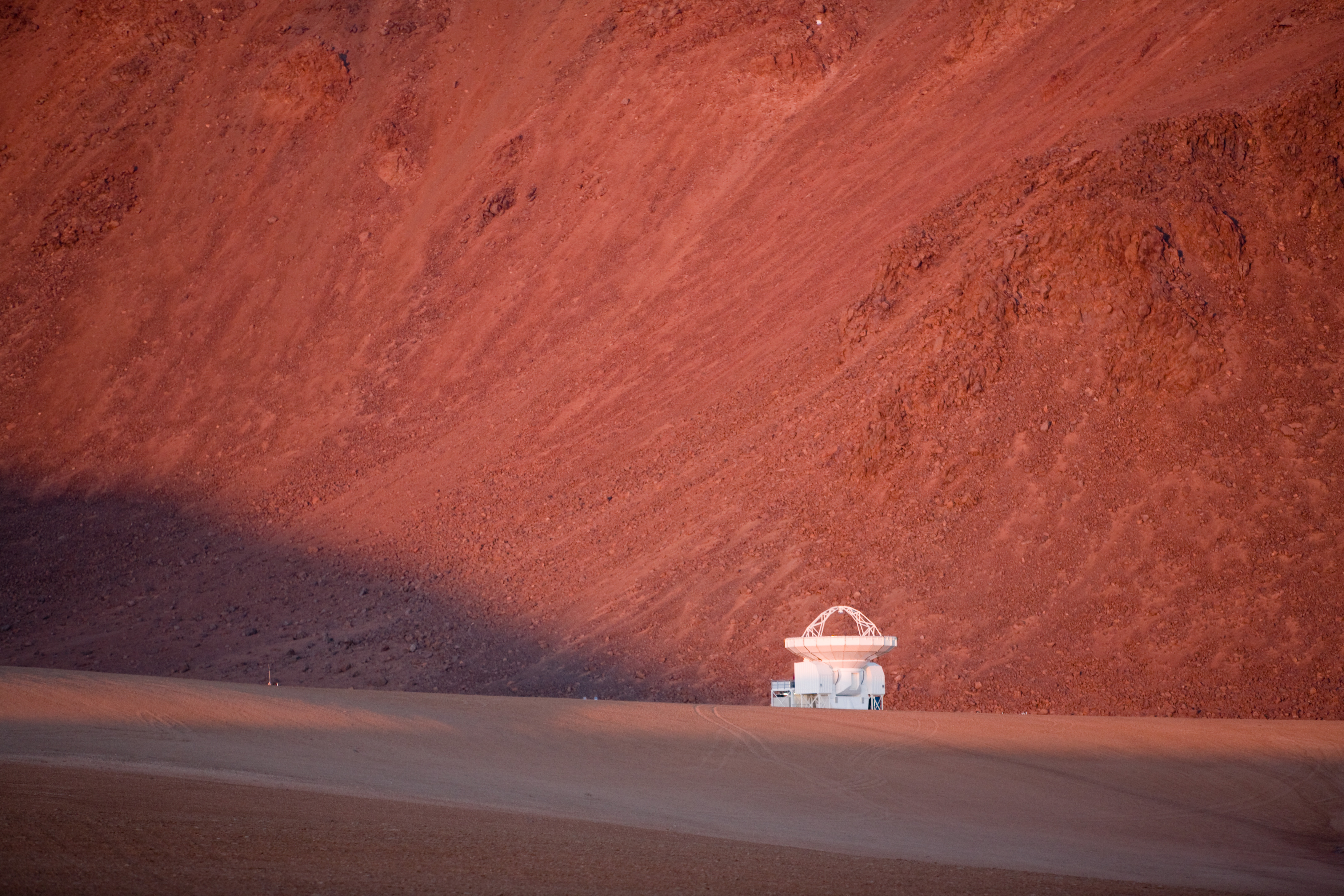
在查南托的APEX
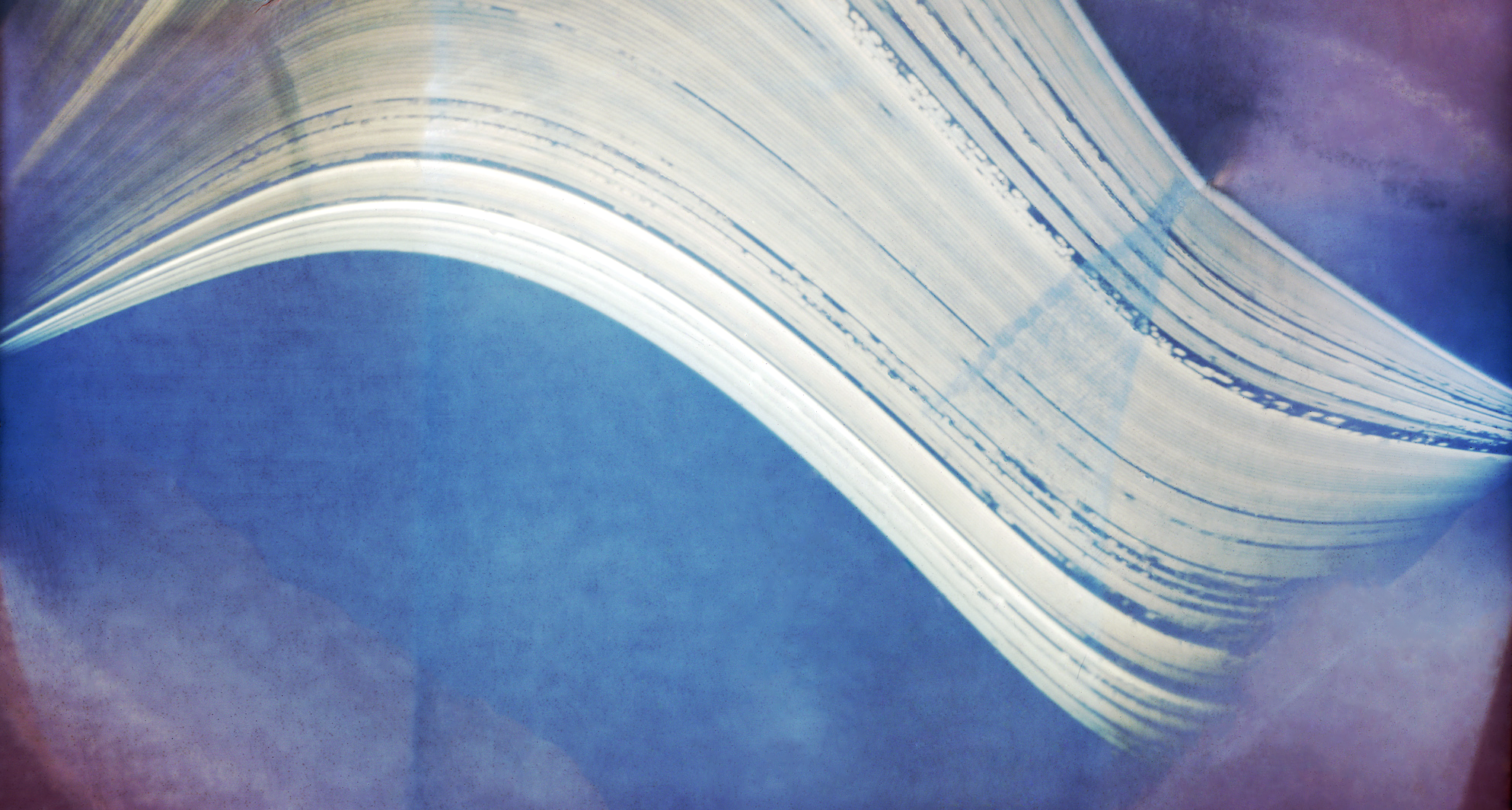
在APEX的日照軌跡（solargraphy）
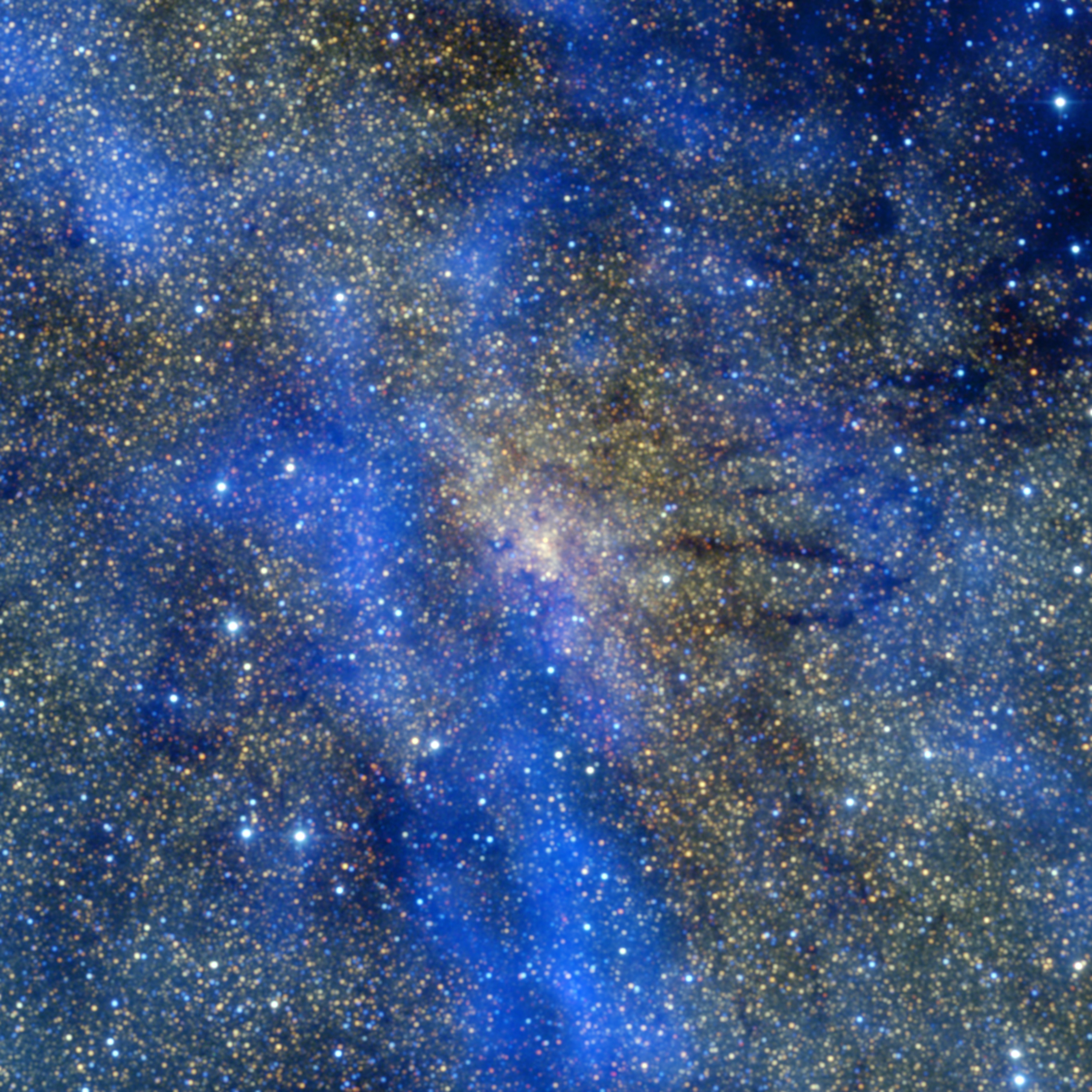
銀河中心區域（LABOCA on APEX）
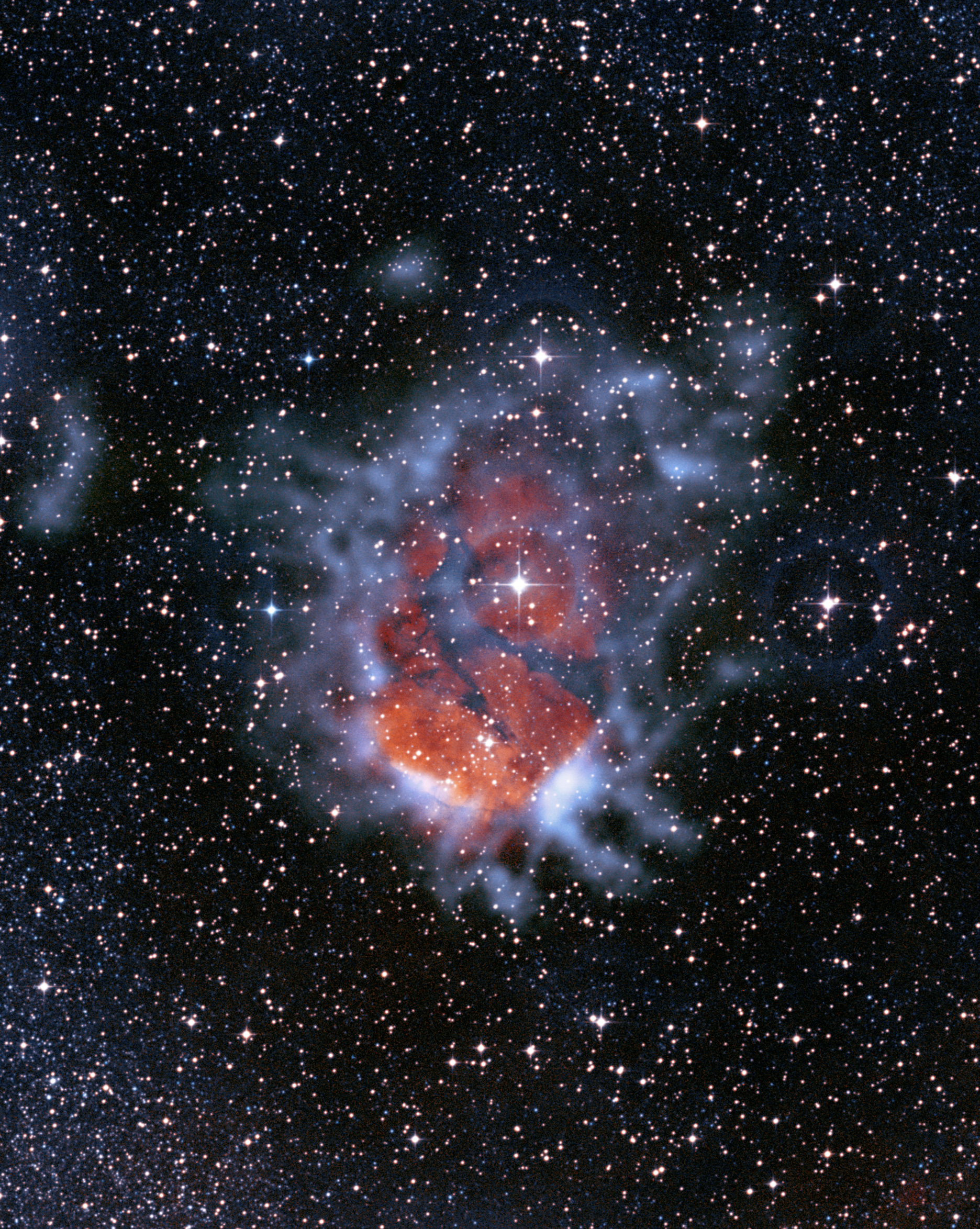
合成的RCW 120彩色影像（LABOCA）
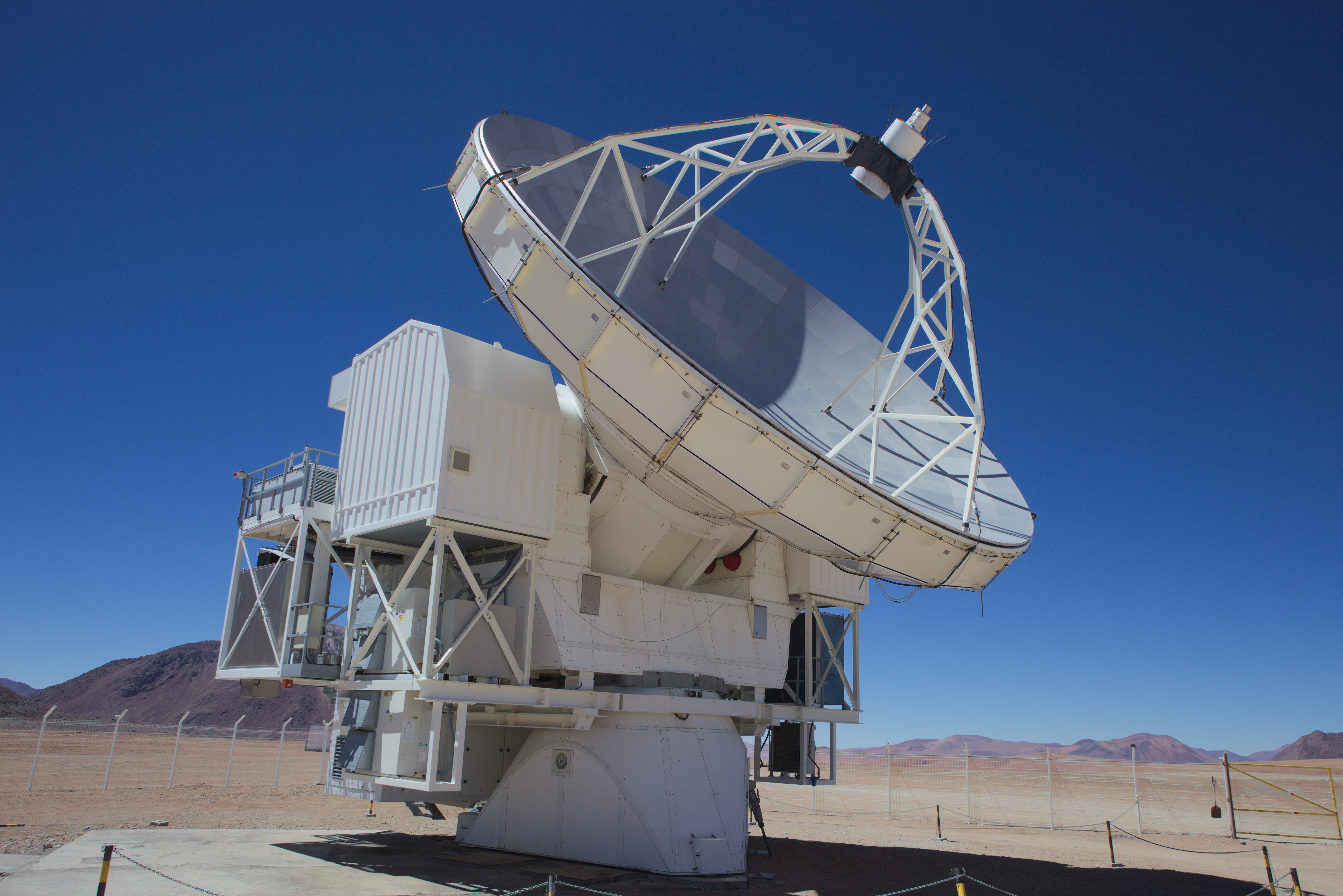
12m的APEX望遠鏡。

## 外部連結
- 官方网站
- ESO APEX網站
- Sub-millimetre Astronomy in Full Swing on Southern Skies （页面存档备份，存于） — ESO Organisational Release
- 儀器頁 （页面存档备份，存于），內有更多與更詳細的儀器資料。